# Archibald McMillan
Archibald McMillan (né le 23 février 1762 en Écosse et mort le 19 juin 1832 à Montréal) est un homme d’affaires et un industriel canadien. 

## Biographie
Il se fait concéder le canton de Templeton en 1807, et il est à ce titre un des pionniers du développement de l'Outaouais qui est à cette époque inexploité.
À titre de « leader », il a la responsabilité de recruter des associés afin de mettre en valeur la concession qui lui est accordée par la Couronne britannique.
À l'époque, les cantons ont une superficie d'environ 10 milles sur 10 milles, et sont divisés en plus petites parties qui, à leur tour, sont divisées en lots. La superficie d'un lot était de 200 acres.
Dès 1809, McMillan fait construire des moulins dans le canton de Templeton dans le but d'attirer plus de colons. Cependant il comprend rapidement que l'exploitation forestière lui rapporte plus que l'agriculture.  En effet, les cantons de la région regorgent de pins, de chênes, de hêtres, d'érables et de tilleuls qu'il décide d'exploiter. À l'époque, la Grande-Bretagne a grand besoin de bois pour sa flotte.  En 1816, il possède sept scieries.
Il est scandalisé par l’injustice dont souffrent les crofters en Écosse d'où il est originaire.  Il a toujours voulu donner de meilleures conditions de vie à ses anciens compatriotes, qu'il a toujours soutenus et encouragés à venir s'installer sur les lots dont il est responsable.

### Vie privée
Il épouse Isabella Gray le 7 décembre 1793. Ils ont 13 enfants.